# Ukonjärvi
Ukonjärvi är en sjö i Pajala kommun i Norrbotten och ingår i Torneälvens huvudavrinningsområde. Sjön har en area på 0,0556 kvadratkilometer och ligger 221,8 meter över havet.

## Delavrinningsområde
Ukonjärvi ingår i det delavrinningsområde (746623-181724) som SMHI kallar för Inloppet i Liviöjärvi. Medelhöjden är 235 meter över havet och ytan är 38,14 kvadratkilometer. Det finns inga avrinningsområden uppströms utan avrinningsområdet är högsta punkten. Liviöjoki som avvattnar avrinningsområdet har biflödesordning 2, vilket innebär att vattnet flödar genom totalt 2 vattendrag innan det når havet efter 233 kilometer. Avrinningsområdet består mestadels av skog (53 procent) och sankmarker (43 procent). Avrinningsområdet har 0,09 kvadratkilometer vattenytor vilket ger det en sjöprocent på 0,2 procent.